# Buni Zom
Buni Zom je druhá nejvyšší hora v pohoří Hindúradž. Nachází se v distriktu Čitrál v pákistánské provincii Chajbar Paštúnchwá. Dosahuje výšky 6551 metrů (podle jiných zdrojů 6542 metrů).
Buni Zom byl až do šedesátých let označován jako nejvyšší hora pohoří Hindúradž. Hora je lemována na západě ledovci a na východě. Oba ledovce směřují na jih a jsou zdrojnicí řeky Phargram Gol, pravého přítoku řeky Mastuju.
Prvovýstup uskutečnili v roce 1957 po jihozápadním hřebeni Novozélanďané W. K. A. Berry a C. H. Tyndale-Biscoe. Druhý výstup na Buni Zom uskutečnili v roce 1975 na jižní zdi Japonci Masao Okabe, Hideo Sató a Šigeru Tabe. Potřetí zdolali horu v roce 1979 Američané Joe Reinhard a Richard J. Isherwood jižní stěnou a západním hřebenem.